# Володарск
Волода́рск — город (с 1956)  в Нижегородской области России.
Административный центр Володарского муниципального округа, в составе которого представляет собой административно-территориальное образование город районного значения и одноимённое муниципальное образование город Володарск со статусом городского поселения как единственный его населённый пункт.

## География
Расположен в 16,5 км к западу от города Дзержинска, на плоской, слабохолмистой песчаной равнине. Вытянут с запада на восток и прижат к линии железной дороги. Ограничен с юга пойменными лугами и озёрами старицы реки Оки с её притоками, а с севера лесами, полями и болотами. Через город протекает река Сейма (приток Оки).
Ока протекает в 5 километрах к югу от города. Пойменная терраса Оки изобилует озёрами и болотами, поросшими по берегам кустарником, дубом и орешником. Пойма используется для сенокосов, пастбищ, частично под пашни и индивидуальные огородные участки. Часто весеннее половодье Оки, сливающееся с паводком Сеймовского затона, заливает всю пойму, образуя под городом обширное водное пространство, придающее весеннему городу Володарску неповторимое очарование. Летом цветущие луга с охотой и рыбной ловлей, затон с его высокими, поросшими тальником берегами, смежное с ним большое луговое озеро Чиртово очень живописны, богаты природными песчаными пляжами и привлекают на отдых массу горожан и их гостей, а зимой огромная снежная равнина становится прибежищем лыжников, охотников, рыбаков и просто любителей природы.
На территории города расположены железнодорожная станция Сейма и остановочный пункт 392 км, располагающиеся на участке Нижний Новгород — Москва современного хода Транссиба. Семь километров асфальтированной дороги соединяют Володарск с Московским шоссе.

## История
Володарск сохранил на своей территории следы пребывания человека, отдалённые от нас тысячелетиями. Самые известные из памятников археологии — Володарская стоянка и Сейминский могильник.
Володарская стоянка открыта в 1946 году директором Дзержинского краеведческого музея Б. А. Сафоновым (по другим, неофициальным сведениям первооткрывателем является учёный-историк Данила Дмитриевич Живилов). Начатые в том же году раскопки продолжались до 1973 года. Рядом с крайними домами Луговой улицы на юго-западной окраине города на лесной поляне были раскрыты человеческие погребения, жилища-землянки, разнообразные кремнёвые орудия, лепные сосуды, кости животных и птиц. Эти находки позволили руководителю экспедиции И. К. Цветковой (научный сотрудник Государственного исторического музея) отнести стоянку к эпохе неолита, датировать её XVII—XIII веками до нашей эры и определить её принадлежность к волосовской археологической культуре (культура, распространённая в Волго-Окском междуречье в III—II тысячелетиях до н. э.). Ныне бо́льшая часть экспонатов стоянки хранится в фондах Государственного исторического музея.
Сейминский могильник открыт в 1912 году во время сапёрных работ Екатеринбургского пехотного полка в нескольких верстах на юго-восток от станции Сейма. Дюна, сохранившая археологический памятник, вдаётся в пойму Оки и, возвышаясь над нею примерно на 18 метров, занимает господствующее положение на местности. С её безлесой верхней площадки просматривается вся округа. Раскопки Сейминской дюны, продолжавшиеся до 1940 года, открыли здесь стоянку бронзового века, относящуюся к XII—X векам до нашей эры и давшую имя сейминско-турбинской археологической культуре. Сейминская стоянка получила мировую известность, подтвердив, что территория России пережила бронзовый век — до этого считалось, что обитавшие здесь племена перешли от каменного века сразу к эпохе железа. Найденные в могильнике артефакты — искусно выполненные и украшенные топоры-кельты, наконечники копий, боевые ножи с ручками художественного литья, долота, шилья, браслеты украшают многие музеи мира.
В X—XI веках н. э. земли, на которых находится Володарск, стали заселяться восточными славянами. В начале XIII века эта местность входила уже в состав Владимиро-Суздальского княжества, позднее — в состав Суздальско-Нижегородского княжества.
В дореволюционный период на месте нынешнего города располагались село Мысы, пять деревень и выселок Ольгино, который в 1920 г. был переименован в Волода́ры.
1 февраля 1932 года ВЦИК постановил преобразовать в рабочий посёлок селение Володары Дзержинского района с включением в его поселковую черту селений Красной Сеймы, Мысы-Леонова, Ластинова, Новишек, Передельного и Локтева.
Во время Великой Отечественной войны в период с 5 июля 1941 года по 20 января 1946 года на станции Сейма базировался 2-й запасный истребительный авиационный полк, который осуществлял подготовку маршевых полков и отдельных экипажей на самолётах ЛаГГ-3, Ла-5 и Ла-7.
В 1956 году посёлок был преобразован в город Володарск. Переименован в честь деятеля российского революционного движения В. Володарского.

## Население
| 1939    | 1959    | 1970    | 1979    | 1989    | 1992    | 1996    | 1999    | 2000    |
| ------- | ------- | ------- | ------- | ------- | ------- | ------- | ------- | ------- |
| 12 900  | ↗13 195 | ↘12 748 | ↘12 354 | ↘11 034 | ↘10 700 | →10 700 | ↗11 740 | ↘10 500 |
| 2001    | 2002    | 2005    | 2006    | 2007    | 2008    | 2009    | 2010    | 2011    |
| →10 500 | ↗10 989 | ↘10 600 | ↘10 500 | ↘10 400 | ↘10 310 | ↘10 250 | ↘9928   | ↗9930   |
| 2012    | 2013    | 2014    | 2015    | 2016    | 2017    | 2018    | 2019    | 2020    |
| ↗9977   | ↗10 023 | ↗10 074 | ↗10 102 | ↘10 084 | ↘10 021 | ↘9972   | ↘9907   | ↘9898   |
| 2021    |         |         |         |         |         |         |         |         |
| ↘9705   |         |         |         |         |         |         |         |         |

На 1 января 2025 года по численности населения город находился на 926-м месте из 1124 городов Российской Федерации.

## Уличная сеть

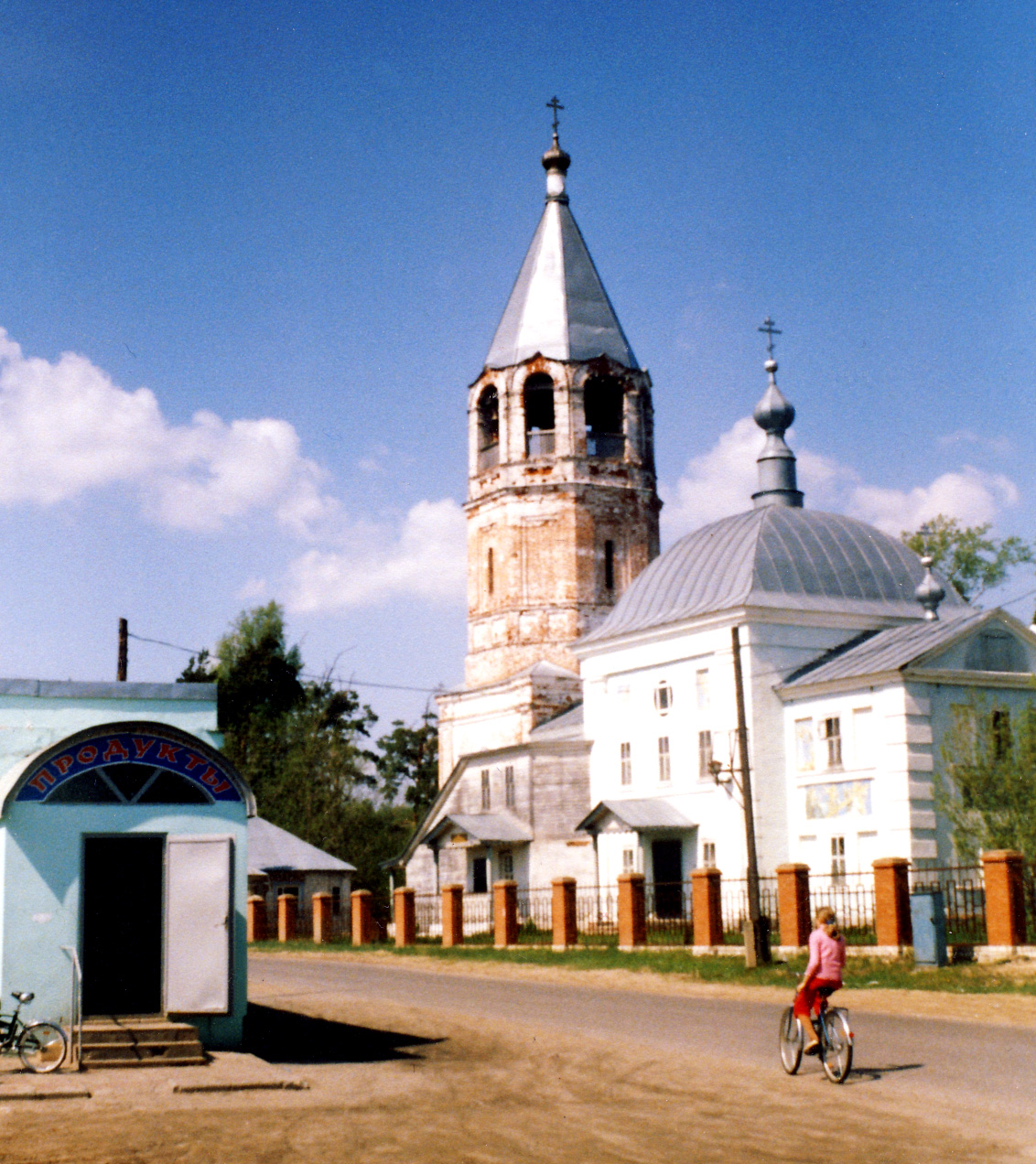
Церковь на ул. Горького

Основные городские магистрали Володарска представляют собой исторически сложившиеся сельские улицы и дороги между ними, постепенно застроенные и образовавшие единый населённый пункт. Такова главная внутригородская автомагистраль, которая продолжает дорогу от посёлка Красная Горка, тянется через улицу Чапаева (в прошлом — деревня Красная Сейма), огибает кладбище, захватывает часть Октябрьской улицы (бывшая деревня Леваново), поворачивает на улицы Южную и Володарского (новая застройка дороги от бывшего села Мысы), продолжается по улице Калининской (ранее часть выселка Ольгино). Здесь находится главная площадь города, окружённая краснокирпичными зданиями администрации, клуба, бывшей столовой, магазина. Площадь имеет выход на север — к улице Лядова (в прошлом — деревня Новишки) и птицефабрике. Асфальтовой дорогой по новому мосту через реку Сейму площадь связана с улицей Фрунзе (бывшая деревня Передельново),  а далее — с дорогами на поселки Решетиху и Юганец. Вторая главная магистраль соединяет главную площадь города через ж/д переезд у станции Сейма, улицу Заводскую, улицу Полевую, улицу Мичурина с северным выездом к Московскому шоссе. И третья магистраль дублирует вторую и проходит от ж/д переезда у платформы 392 км, через улицы Маяковского, Северную, Лядова, Мичурина.

## Экономика
Пищевая промышленность (мельницы, птицефабрика и другие).

#### ТОР «Володарск»
Постановлением Правительства РФ от 12 февраля 2019 года № 124 утверждён статус территории опережающего социально-экономического развития .

## Транспорт
В городе располагается железнодорожная станция Сейма и остановочный пункт 392 км Горьковской железной дороги. Есть автобусные городские и пригородные маршруты.

## Жилищное хозяйство
Общая площадь жилого фонда города составила 303,1 тыс. м², в т. ч. 169,6 тыс. м² в индивидуальных жилых домах и 133,5 тыс. м² многоквартирных жилых домах. 89,6% общей площади жилых помещений Володарска находится в частной собственности граждан. При этом в жилищном фонде города преобладают двухкомнатные квартиры. Более крупная двухэтажная застройка — это жилые дома при мельницах и в центре города. Улица Мичурина в районе Сеймовской птицефабрики массово застроена относительно современными 3-х, 4-х и 5-тиэтажными домами («хрущёвками»).

## Достопримечательности
- Комплекс крупчаточного механического завода товарищества Н. А. Бугрова (Передельновская мельница)
- Летняя дача Н. А. Бугрова